# Брокен-Хилл (Австралия)
Брокен-Хилл (англ. Broken Hill) — небольшой город в Австралии, в штате Новый Южный Уэльс.
В городе сосредоточена горная промышленность. В связи с этим большинство его улиц названо в честь минералов. У крупнейшей горнодобывающей компании BHP Billiton есть свои заводы в этом городе.
1 января 1915 года в городе произошло массовое убийство. Два погонщика верблюдов убили четырёх человек и ранили ещё семь.

## География
Брокен-Хилл расположен на западе необжитой местности штата Новый Южный Уэльс около границы с Южной Австралией, на пересечении Barrier Highway (национальный маршрут 32) и Silver City Highway (национальный маршрут 79), на высоте 220 метров над уровнем моря. Летом температура достигает более чем 40 °C (104 °F).
Самый близкий крупный город — Аделаида, столица штата Южная Австралия, расстояние до которого составляет более 500 км на юго-запад.
В отличие от остальной части штата Новый Южный Уэльс, Брокен-Хилл (и окружающая область) находится в австралийском центральном стандартном часовом поясе, UTC+9:30, который отделяет штат Южная Австралия от Северной территории.

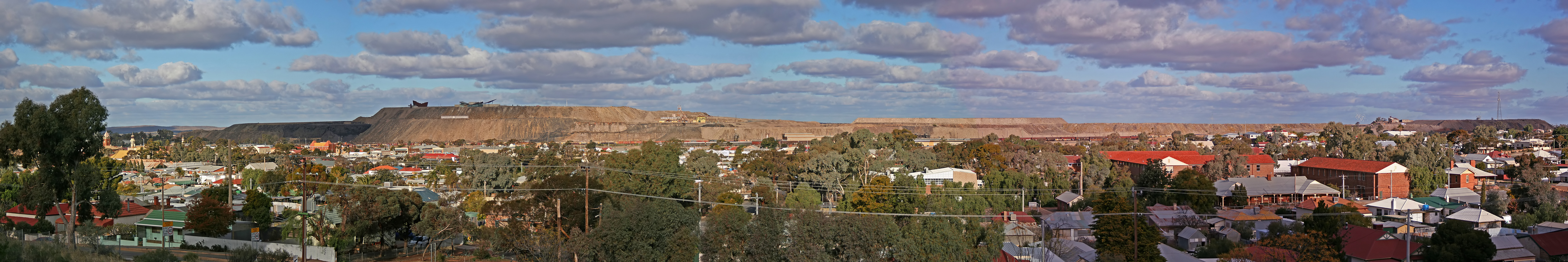
Панорама города

## Население
В XIX веке в Брокен-Хилле поселились евреи литовско-украинского происхождения, в городе работала синагога, закрытая в 1961 году. Её здание входит в Реестр культурного наследия Нового Южного Уэльса.

## Галерея

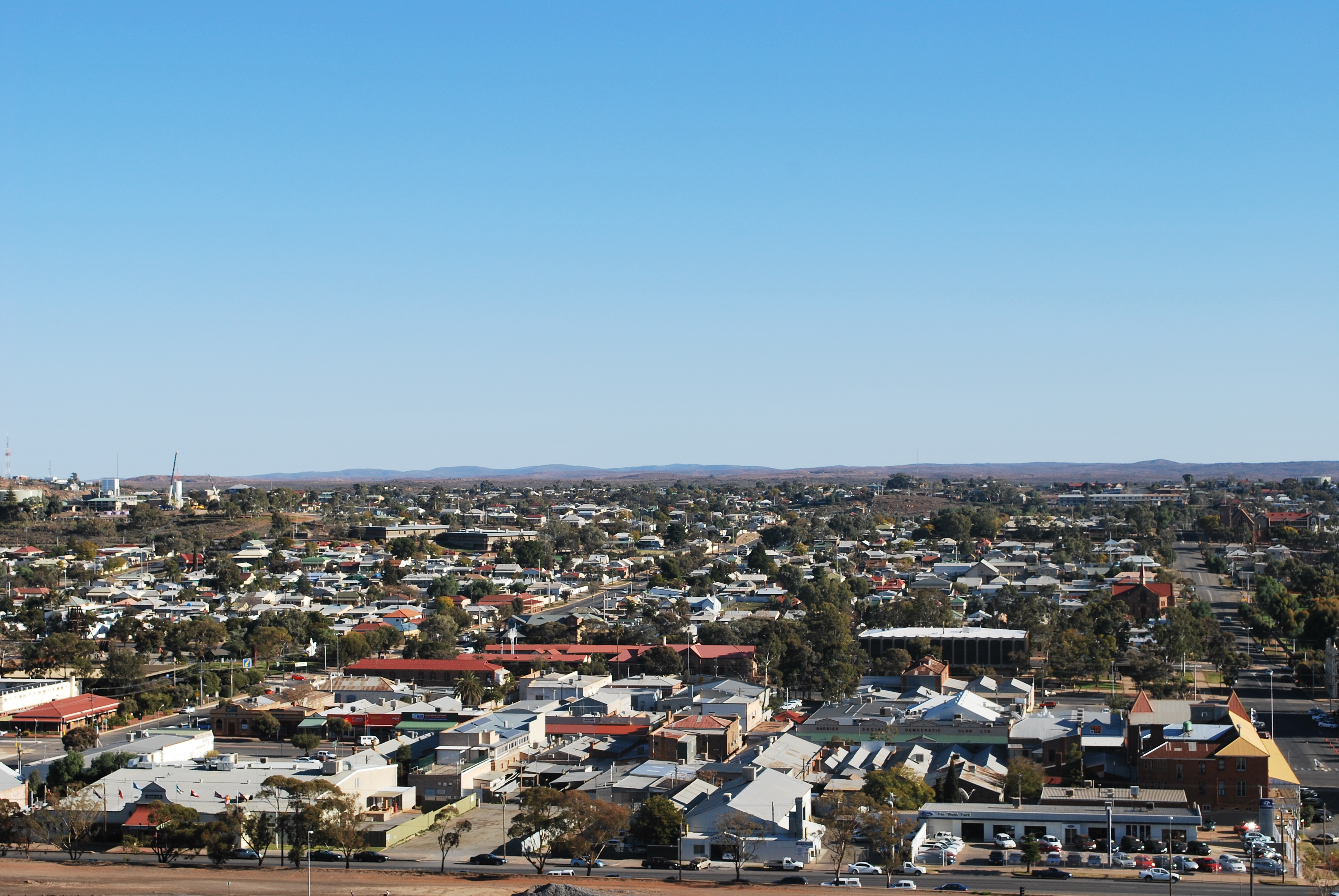
Вид на город
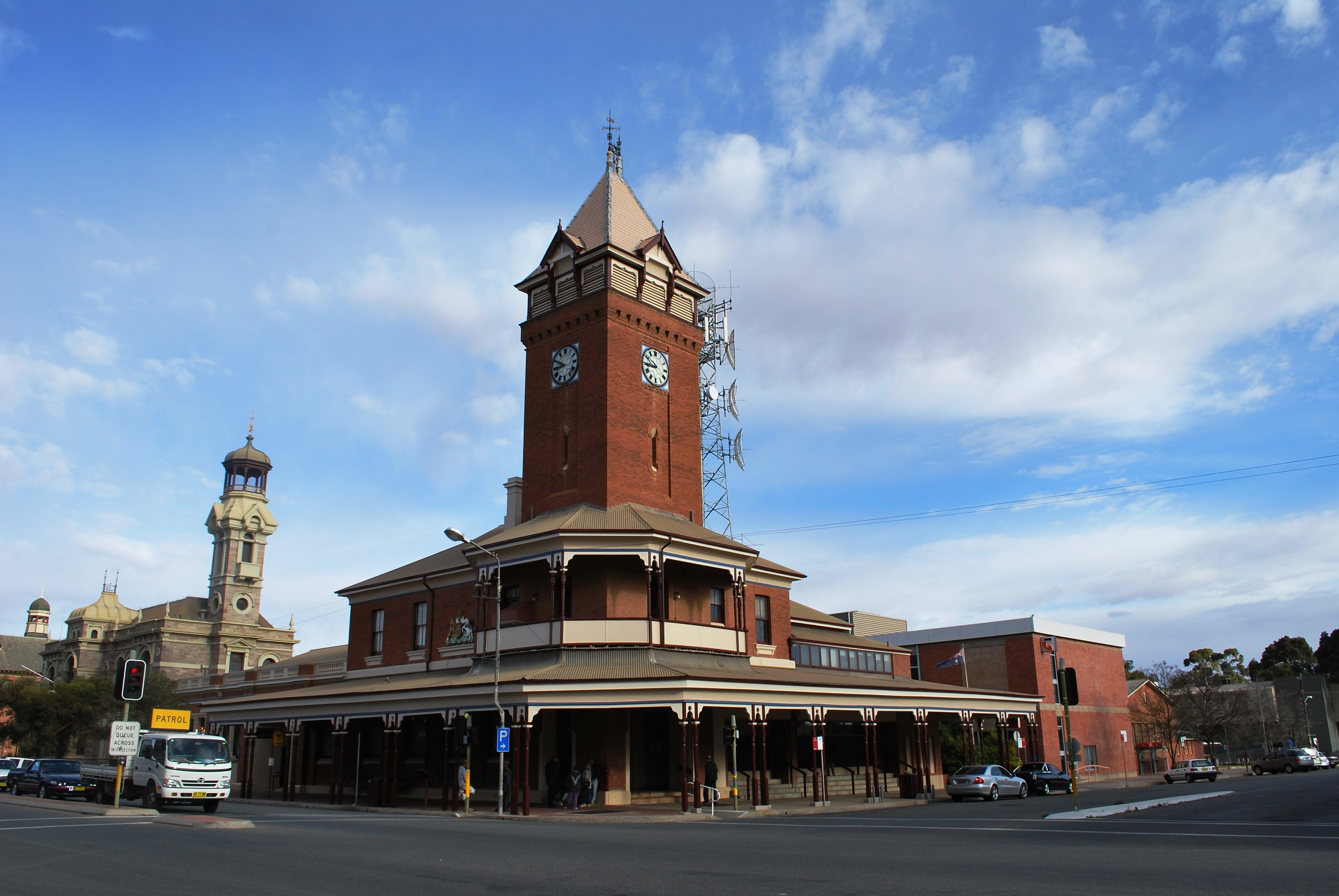
Городская почта
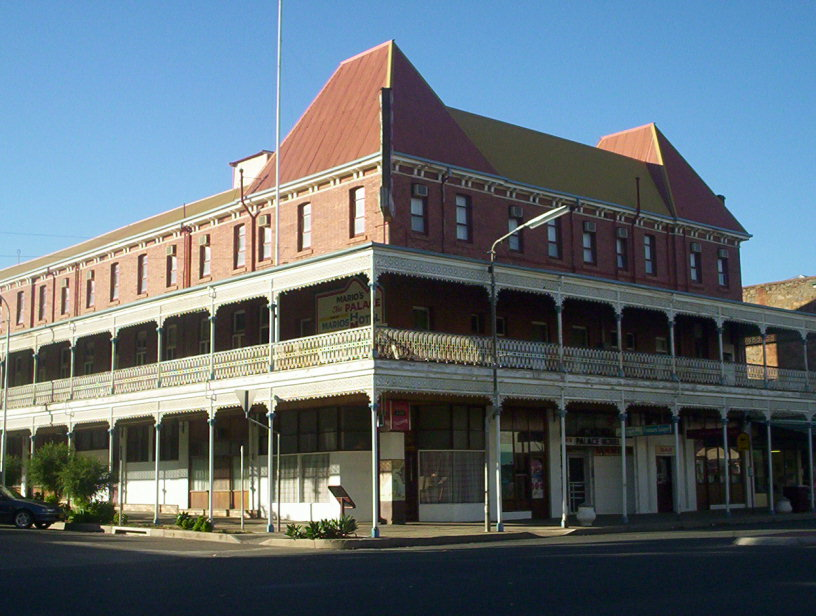
Отель Mario's Palace
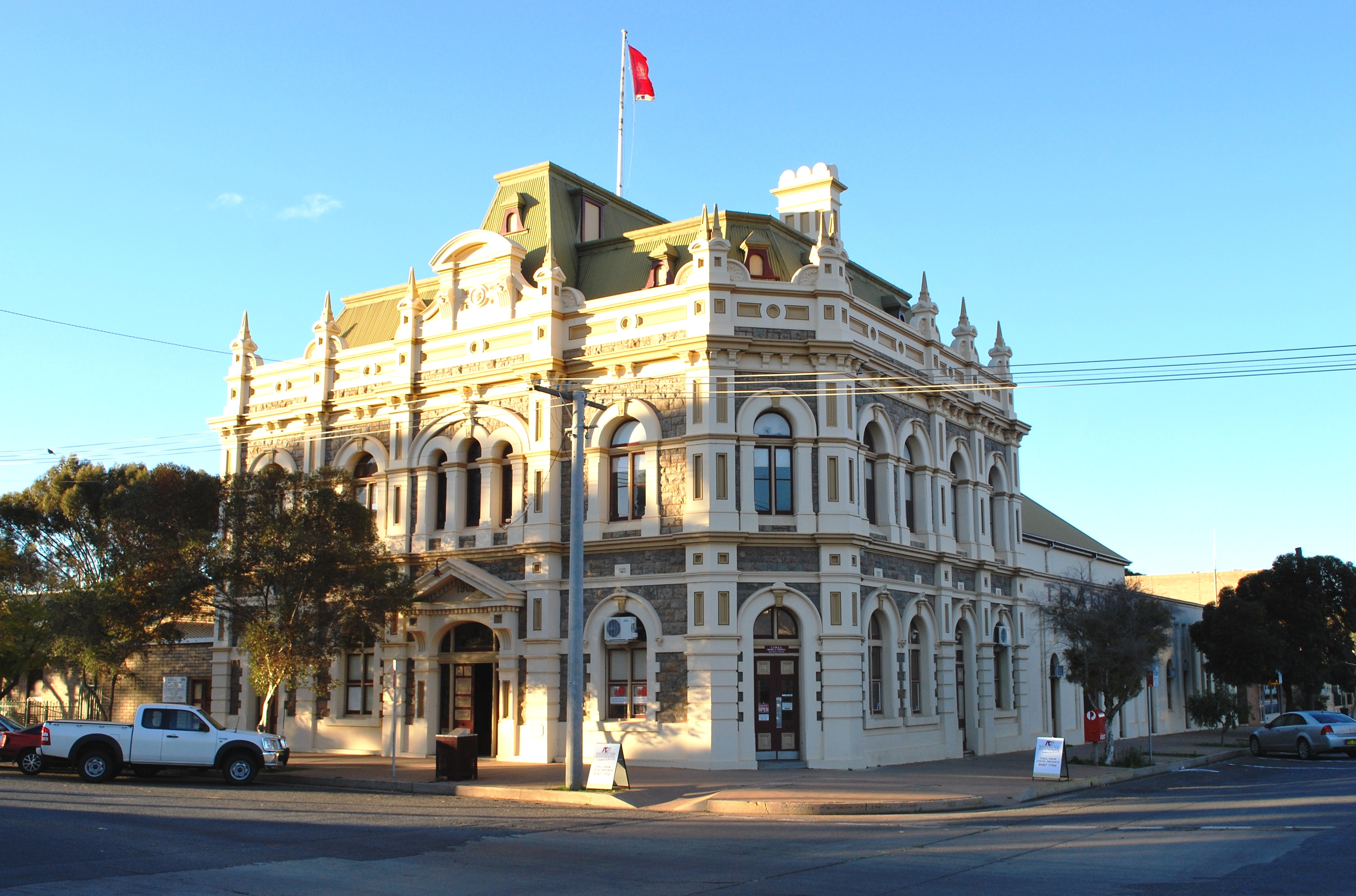
Trades Hall
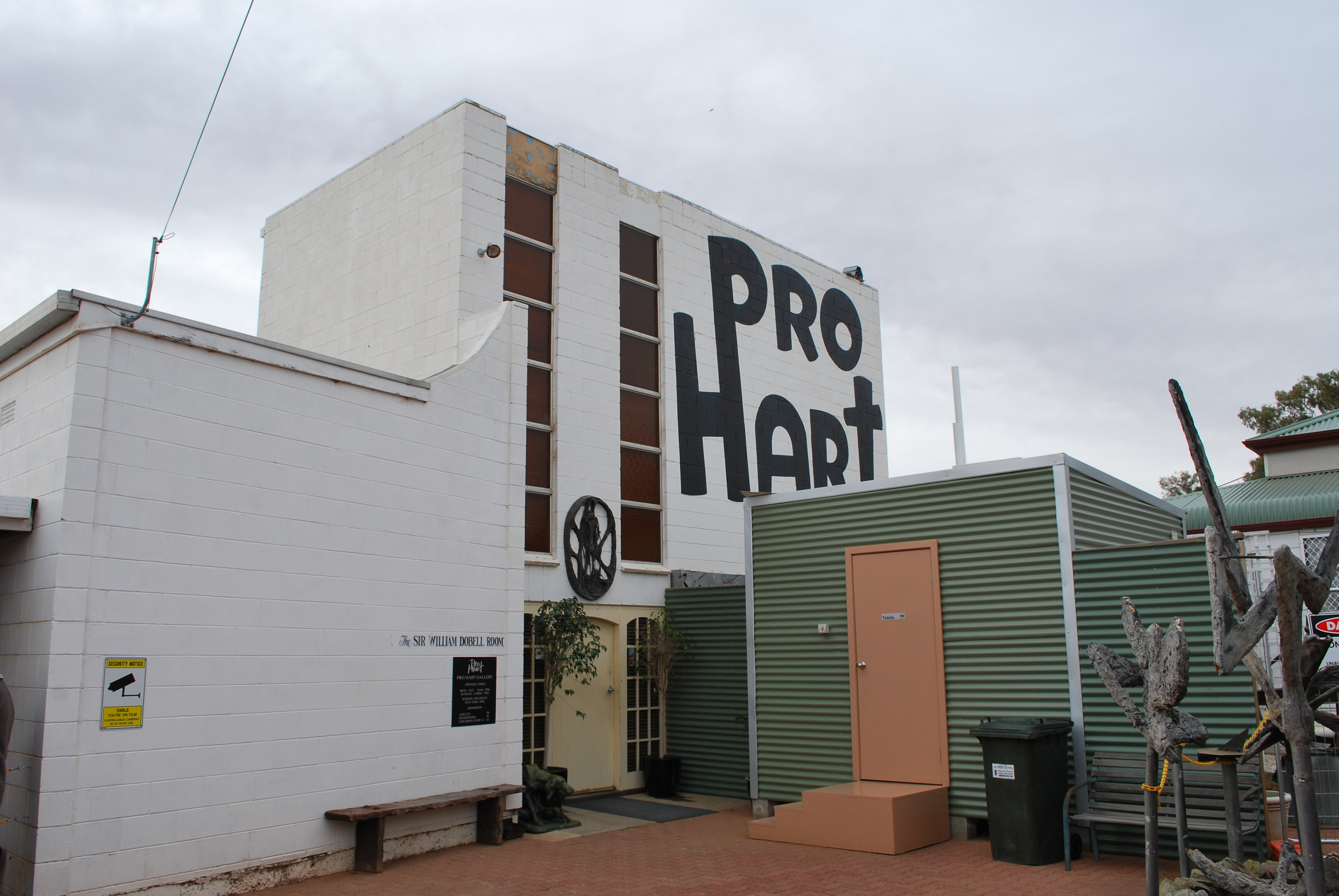
Галерея Pro Hart
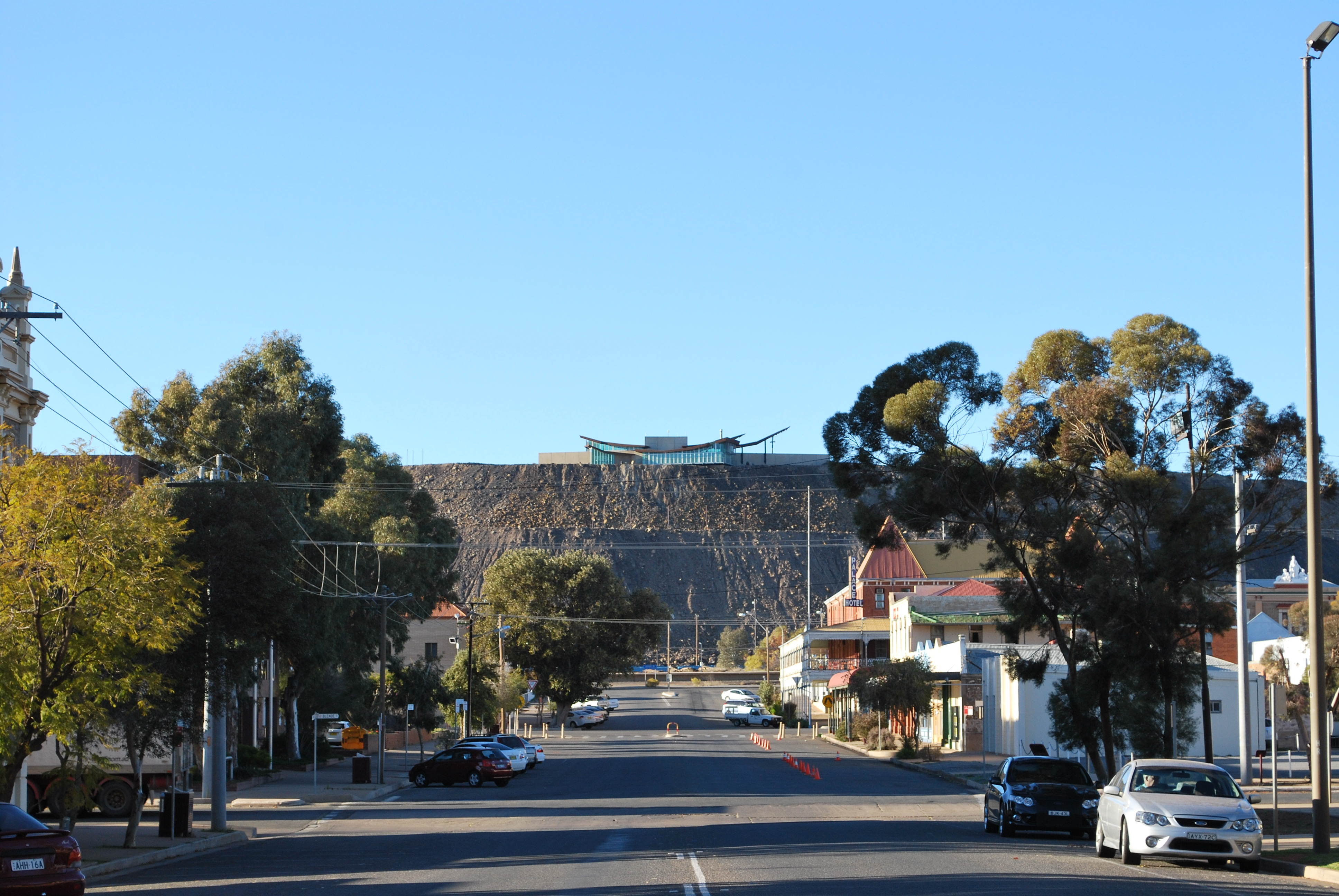
Городская дорога
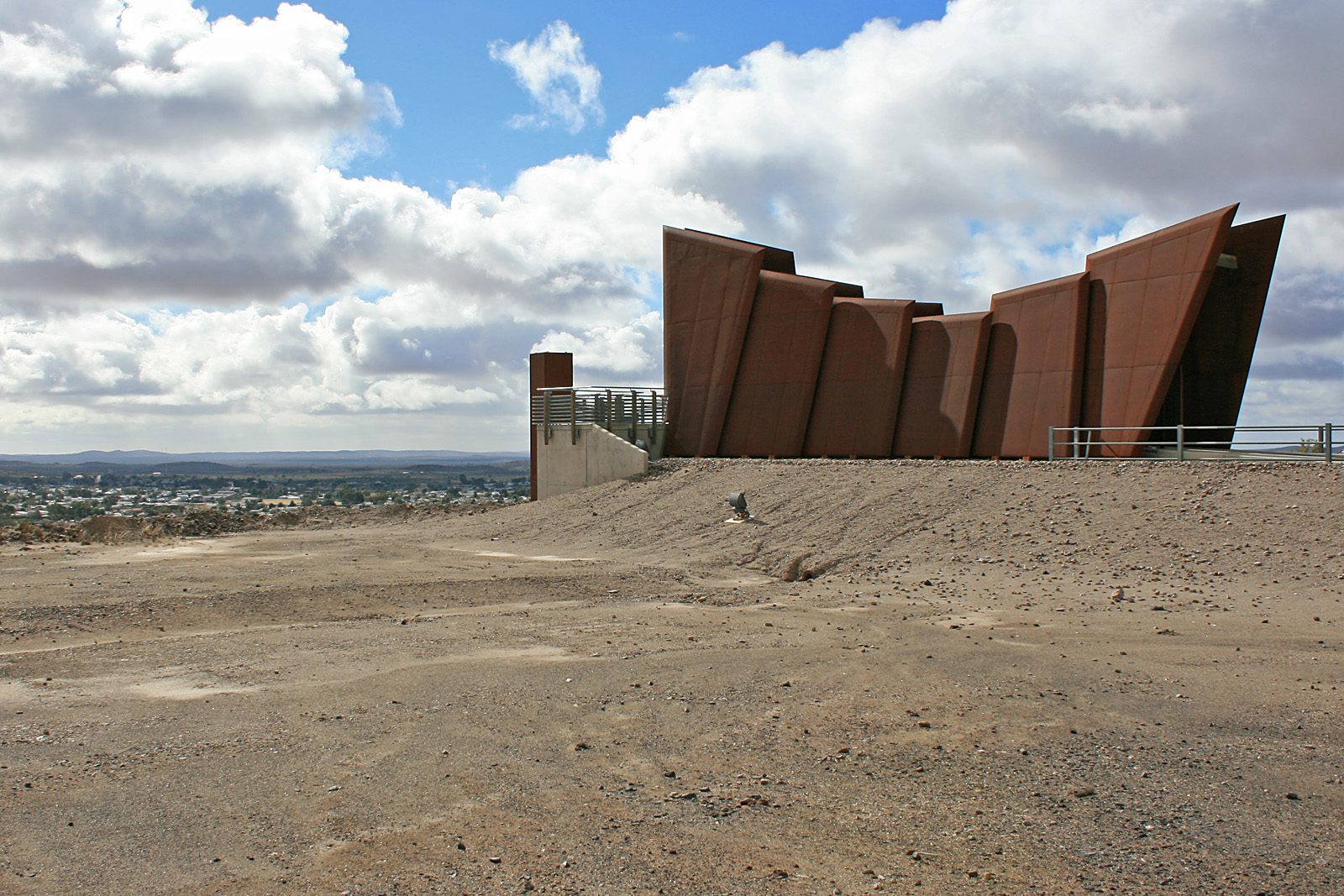
Мемориал Line of Lode